# 1308
| 1308               |
| ------------------ |
| Dødsfald - Fødsler |
|                    |

| Gregoriansk kalender | 1308 MCCCVIII           |
| Ab urbe condita      | 2061                    |
| Armensk kalender     | 757 ԹՎ ՉԾԷ              |
| Kinesiske kalender   | 4004 – 4005 丁未 – 戊申 |
| Etiopisk kalender    | 1300 – 1301             |
| Jødisk kalender      | 5068 – 5069             |
| Hindukalendere       |                         |
| - Vikram Samvat      | 1363 – 1364             |
| - Shaka Samvat       | 1230 – 1231             |
| - Kali Yuga          | 4409 – 4410             |
| Iransk kalender      | 686 – 687               |
| Islamisk kalender    | 707 – 708               |

Konge i Danmark: Erik 6. Menved 1286-1319

## Begivenheder
- 25. februar - Edvard 2. krones som konge af England

## Dødsfald
- Erlendur af Færøerne, katolsk præst og biskop i Kirkjubøur på Færøerne.
- Johannes Duns Scotus, skotsk skolastisk filosof og teolog, der tilhørte franciskanerordenen.